# Sant Jaume dels Blats
Sant Jaume dels Blats (en francès Saint-Jacques-des-Blats) és un municipi francès situat al departament de Cantal i a la regió d'Alvèrnia-Roine-Alps. L'any 2007 tenia 319 habitants.

## Demografia

### Població
El 2007 la població de fet de Saint-Jacques-des-Blats era de 319 persones. Hi havia 149 famílies de les quals 55 eren unipersonals (24 homes vivint sols i 31 dones vivint soles), 39 parelles sense fills, 43 parelles amb fills i 12 famílies monoparentals amb fills.
La població ha evolucionat segons el següent gràfic:
Habitants censats

### Habitatges
El 2007 hi havia 421 habitatges, 150 eren l'habitatge principal de la família, 248 eren segones residències i 23 estaven desocupats. 274 eren cases i 146 eren apartaments. Dels 150 habitatges principals, 104 estaven ocupats pels seus propietaris, 43 estaven llogats i ocupats pels llogaters i 3 estaven cedits a títol gratuït; 2 tenien una cambra, 14 en tenien dues, 29 en tenien tres, 53 en tenien quatre i 52 en tenien cinc o més. 94 habitatges disposaven pel capbaix d'una plaça de pàrquing. A 86 habitatges hi havia un automòbil i a 45 n'hi havia dos o més.

### Piràmide de població
La piràmide de població per edats i sexe el 2009 era:
| Homes | Edats   | Dones |
| ----- | ------- | ----- |
| 0     | 95 o +  | 0     |
| 0     | 90 a 94 | 4     |
| 4     | 85 a 89 | 4     |
| 8     | 80 a 84 | 8     |
| 0     | 75 a 79 | 4     |
| 16    | 70 a 74 | 4     |
| 8     | 65 a 69 | 8     |
| 12    | 60 a 64 | 8     |
| 0     | 55 a 59 | 4     |
| 4     | 50 a 54 | 8     |
| 28    | 45 a 49 | 24    |
| 4     | 40 a 44 | 4     |
| 12    | 35 a 39 | 8     |
| 16    | 30 a 34 | 0     |
| 8     | 25 a 29 | 12    |
| 8     | 20 a 24 | 0     |
| 8     | 15 a 19 | 4     |
| 0     | 10 a 14 | 8     |
| 8     | 5 a 9   | 12    |
| 12    | 0 a 4   | 4     |

## Economia
El 2007 la població en edat de treballar era de 202 persones, 155 eren actives i 47 eren inactives. De les 155 persones actives 149 estaven ocupades (84 homes i 65 dones) i 7 estaven aturades (4 homes i 3 dones). De les 47 persones inactives 22 estaven jubilades, 12 estaven estudiant i 13 estaven classificades com a «altres inactius».

### Ingressos
El 2009 a Saint-Jacques-des-Blats hi havia 144 unitats fiscals que integraven 306,5 persones, la mediana anual d'ingressos fiscals per persona era de 15.295 €.

### Activitats econòmiques

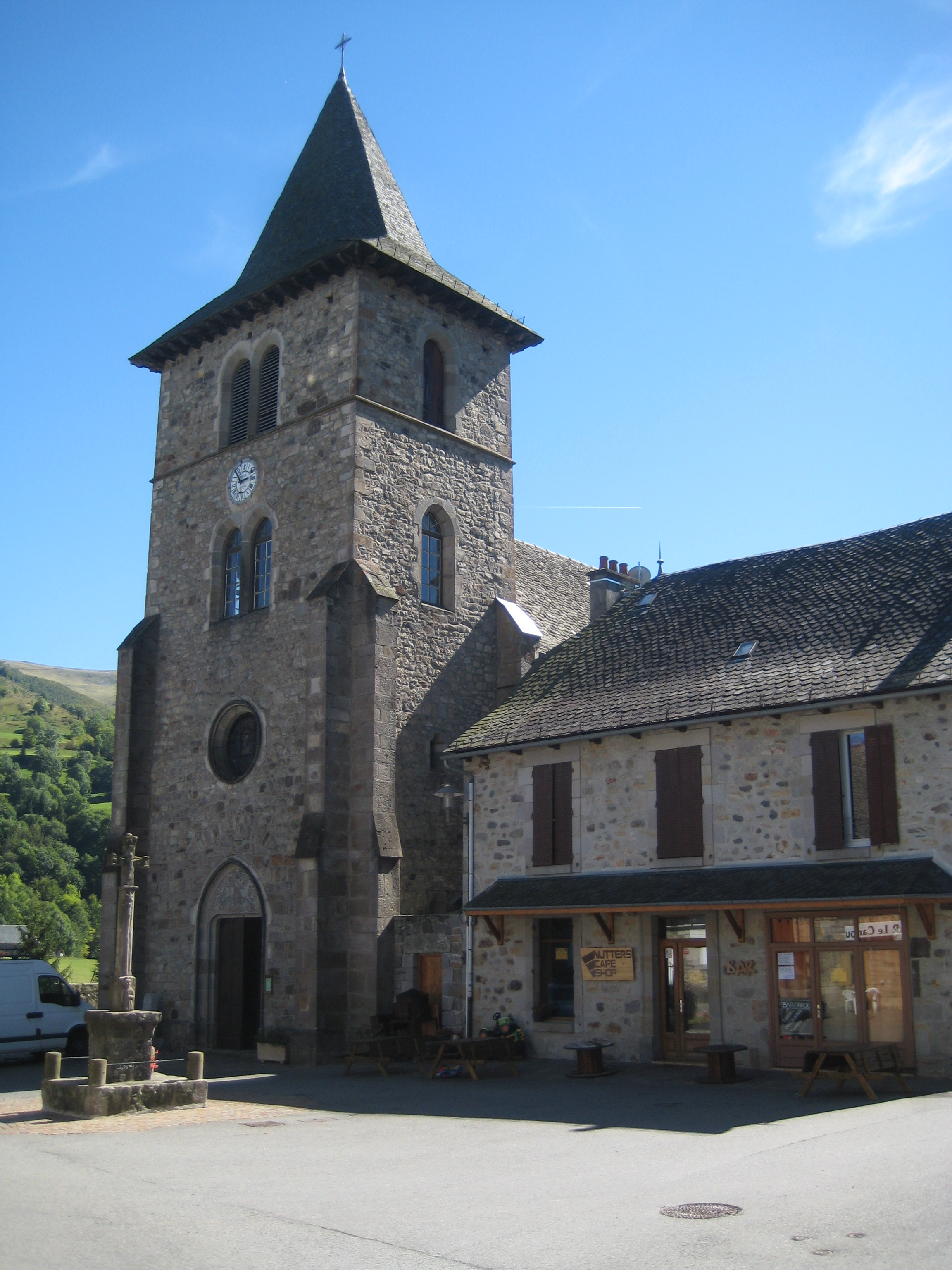
Església de Sant Jaume

Dels 29 establiments que hi havia el 2007, 1 era d'una empresa alimentària, 1 d'una empresa de fabricació d'altres productes industrials, 3 d'empreses de construcció, 3 d'empreses de comerç i reparació d'automòbils, 1 d'una empresa de transport, 15 d'empreses d'hostatgeria i restauració, 1 d'una empresa immobiliària, 2 d'empreses de serveis i 2 d'entitats de l'administració pública.
Dels 4 establiments de servei als particulars que hi havia el 2009, 1 era un guixaire pintor, 1 lampisteria, 1 empresa de construcció i 1 restaurant.
Dels 3 establiments comercials que hi havia el 2009, 1 era una botiga de menys de 120 m² i 2 fleques.
L'any 2000 a Saint-Jacques-des-Blats hi havia 17 explotacions agrícoles que ocupaven un total de 980 hectàrees.

## Equipaments sanitaris i escolars
El 2009 hi havia una escola elemental.

## Poblacions més properes

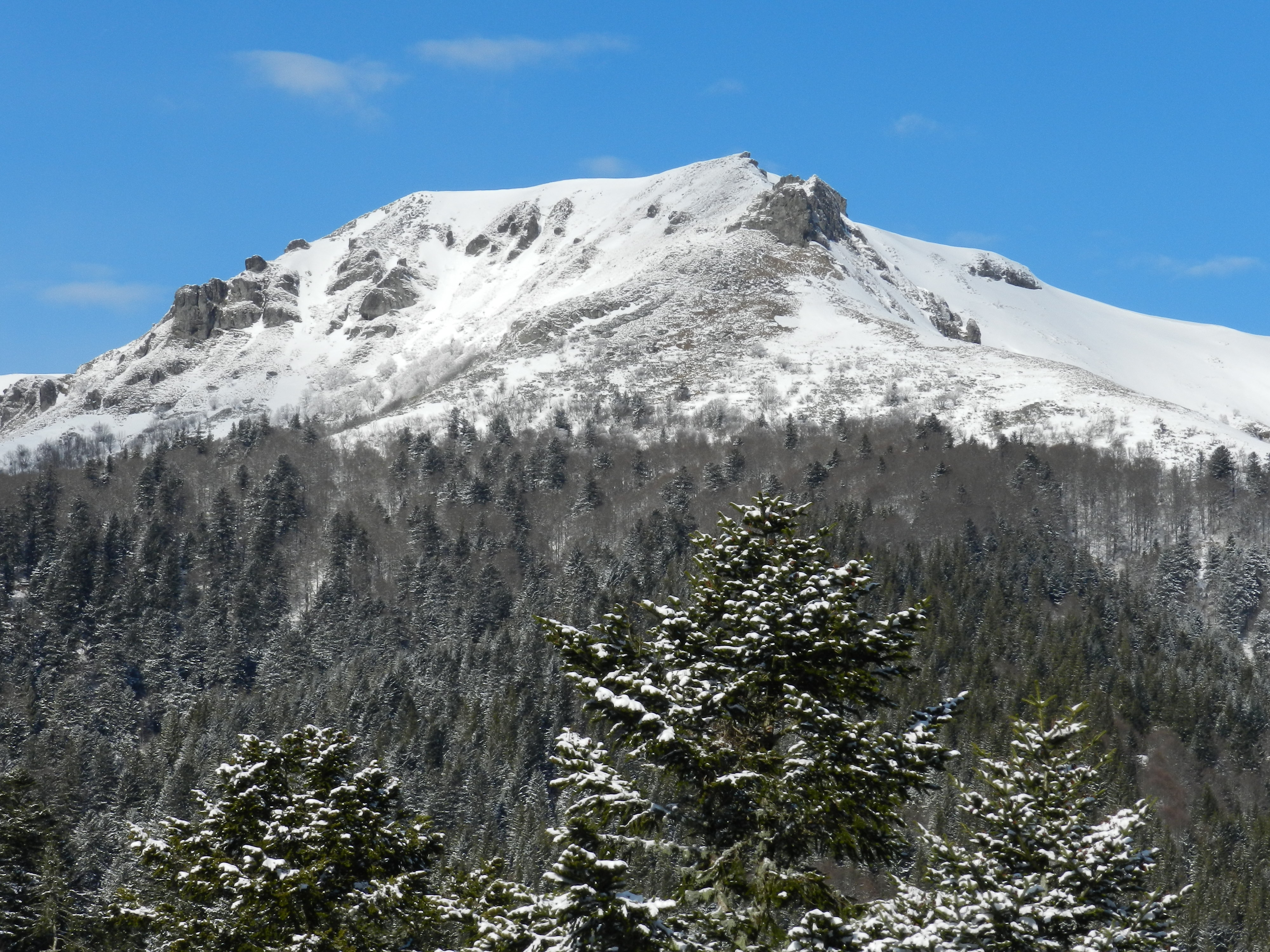
Lioran

El següent diagrama mostra les poblacions més properes.